# هادی‌شهر
کله بست یکی از شهرهای استان مازندران ایران است. این شهر مرکز بخش رودبست شهرستان بابلسر است. مردم کله بست از قومیت طبری هستند که ریشه در قوم آمارد و قوم تپوری دارد و به مازندرانی صحبت می‌کنند.
لازم است ذکر شود که بخش رودبست دارای یک شهر به نام هادی شهر و دو دهستان به نام دهستان پازوار و دهستان خشکرود هست. شهر کله بست به رودخانه بابلرود متصل است که این رودخانه مرز بین دو کله بست و میربازار را تعیین می‌کند قدمت میربازار به حدود ۴۰۰ سال می‌رسد. امامزاده حسن نیز در شهر کله بست وجود دارد و امام زاده هشتاد و دو تن (ابراهیم و اسماعیل) در دهستان خشکرود واقع شده‌است. شهر کله بست با ادغام دو روستای همجوار میربازار و کیخامحله به یک شهر به نام هادی شهر تبدیل شده‌است و نماینده پیشین ولی فقیه در استان مازندران آقای هادی روحانی در این شهر متولد شده‌است. سه شنبه بازار میربازار با قدمت چند صد ساله و بازار جدید روز کوثر در این شهر قرار دارد. دانشگاه پیام نور کله بست در این شهر قرار دارد. هادی شهر بعلت نزدیک بودن به دریا و همچنین عبور رودخانه بابل رود از دل این شهر و در نهایت با داشتن دشت‌های وسیع و پرآب یکی از بهترین مکانهای استان برای سرمایه‌گذاری است.

## جمعیت
بر اساس سرشماری سال ۱۳۹۵ جمعیت این شهر برابر با ۷٬۸۸۹ نفر جمعیت بوده‌است. مردم این شهر به زبان طبری صحبت می‌کنند.

## تاریخچه

### دوران باستان

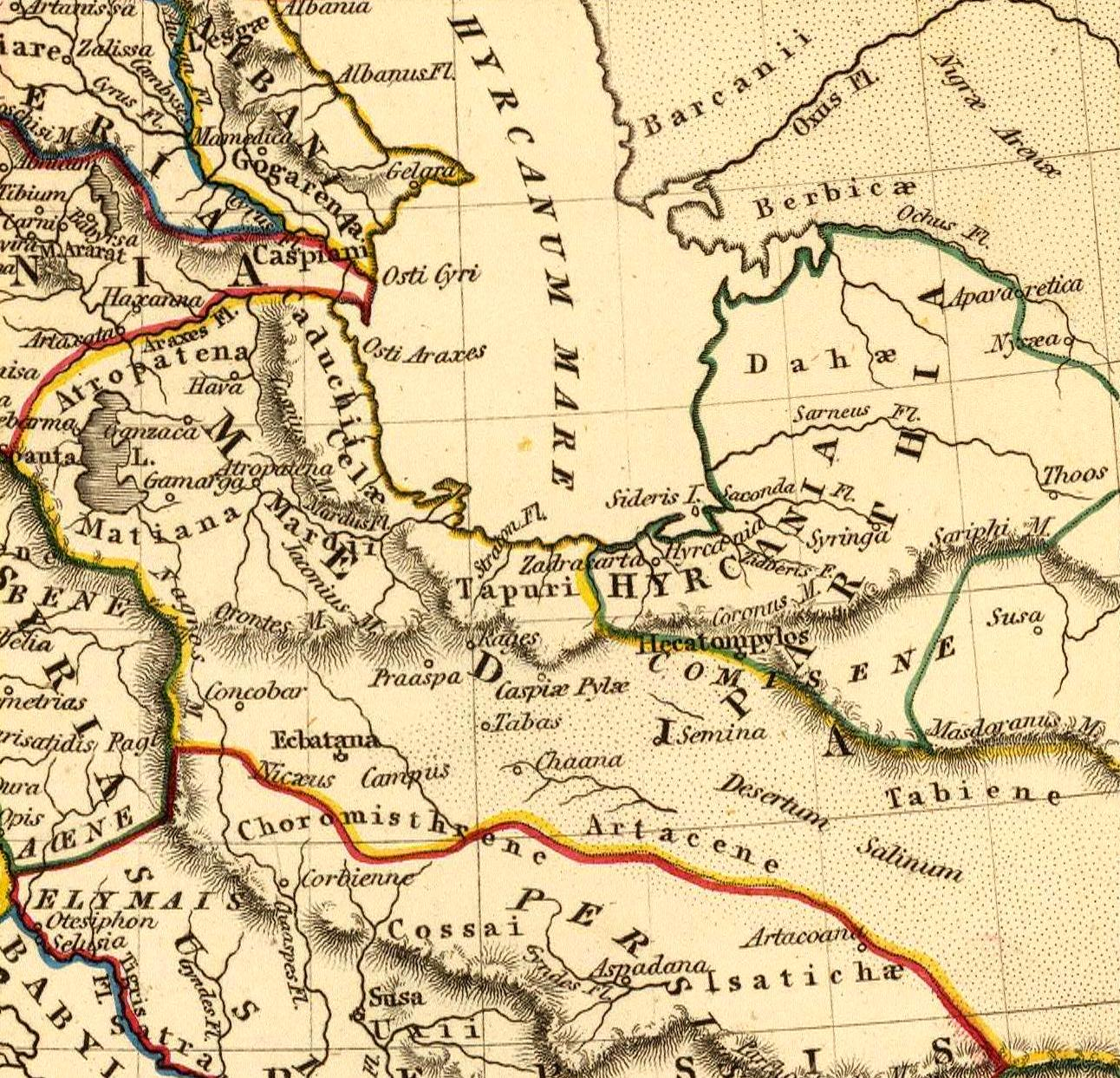
موقعیت تپورها در قرن دوم قبل از میلاد، از شرق سپیدرود تا اسرم هیرکانیا

استان مازندران پیش از اسلام تپورستان (به پهلوی: ) نامیده می‌شد که برگرفته از نام قوم تپوری (به یونانی: Τάπυροι) می‌باشد که پس از اسلام قوم طبری نام گرفتند و سرزمینشان طبرستان نامیده شد.
به اعتقاد مورخان آماردها نخستین سکنه باستانی مازندران بودند و آماردها از آمل تا تنکابن و تپورها از آمل تا گرگان سکونت داشتند. در عصر هخامنشی در کرانه جنوبی دریای مازندران اقوام، تپوری، آمارد، آناریاکه و کادوسی سکونت داشتند. مورخان آماردها را به مردمان داهه و سکایی و پارسی پیوند داده‌اند.
هرودوت از قبیله مارد (mardes) در کنار دائی‌ها (daens)، دروپیک‌ها (dropiques)، و ساگارتی‌ها (sagarties) به عنوان پارس‌های کوچنشین و صحراگرد یاد کرده‌است. پلینیوس مورخ یونانی محل آماردها را قسمت شرقی مارگانیا شناسایی کرده‌است. استرابون(۶۳ ق. م) قوم آمارد را در کنار اقوام تپوری، کادوسی و کرتی به عنوان اقوام کوهستان نشین شمال کشور یاد می‌کند. استرابو می‌نویسد: تمام مناطق این کشور به استثنای بخشی به سمت شمال که کوهستانی و ناهموار و سرد است و محل زندگی کوهنشینانی به نام کادوسی (Cadusii) و آماردی (Amardi) و تپوری (Tapyri) و کرتی (Cyrtii) و سایر مردمان دیگراست، حاصلخیز است.
به گفته واسیلی بارتلد تپوری‌ها در قسمت جنوب شرقی ولایت سکونت داشتند و در قید اطاعت هخامنشیان درآمده بودند و آماردها مغلوب اسکندر مقدونی و بعد مغلوب اشکانیان شدند و اشکانیان در قرن دوم ق. م. آنها را در حوالی ری سکونت دادند و اراضی سابق آماردها به تپوری‌ها اهدا شد و بطلمیوس در شرح دیلم یعنی قسمت شرقی گیلان در ساحل بحر خزر در آن زمان از تپوری‌ها نام می‌برد.به گفته یحیی ذکا در «کاروند کسروی» آورده‌است: آماردان یا ماردان، در زمان لشکر کشی اسکندر مقدونی به ایران، این تیره در مازندران نشیمن می‌داشتند و آن هنگام هنوز قبایل تپوران به آنجا نیامده بودند. به گفته مجتبی مینوی قوم آمارد و قوم تپوری در سرزمین مازندران می‌زیستند و تپوری‌ها در ناحیه کوهستانی مازندران و آماردها در ناحیه جلگه‌ای مازندران سکونت داشتند. در سال ۱۷۶ ق. م فرهاد اول اشکانی قوم آمارد را به ناحیه خوار کوچاند و تپوری‌ها تمام ناحیه مازندران را فرو گرفتند و تمام ولایت به اسم ایشان تپورستان نامیده شد.  سرزمین لنگا و تنکابن بخشی از سرزمین دو قوم تپوری و آمارد بود.

### پیشینه
کله بست در واقع در نیمهٔ غربی شهرستان بابلسر و مرکز بخش رودبست این شهرستان است. این شهر، که در سال ۱۳۸۱ ش، با نام کله بست تأسیس شده بود، در سال ۱۳۹۲ ش، با ادغام دو روستا میربازار و کِیخانمحله به کله بست تغییرنام داد. بنا به اظهارات بومیان منطقه، کله‌بست به عنوان منطقه ای سرسبز و جنگلی، محل سکونت اعیان بود و با گذشت زمان از کلان‌بست به کله‌بست تغییرنام داد. همچنین به گفته بومیان منطقه نام دیگر کله‌بست، کیلهبست بود. «کیله» در زبان طبری به معنای جوی کوچک است. در گذشته رودخانه‌ای از میان روستا می‌گذشت و به همین خاطر این روستا به کیله‌بست معروف شد و بعد از گذشت زمان، نام آن به کله بست تغییر یافت.